# Metastrongylinae
Die Metastrongylinae sind eine Unterfamilie in der Lunge parasitierender Fadenwürmer mit 11 Arten.

## Merkmale
Das Vorderende hat zwei seitliche, dreilappige Lippen. Die Bursa copulatrix ist gut entwickelt, weist aber verkürzte Rippen auf. Die Spicula sind lang und fadenförmig, ihre Leitstruktur (Gubernaculum) ist einfach gebaut oder fehlend. Weibchen haben eine relativ lange Vagina und sind ovovivipar. Die Eier sind dickschalig, die Larve 1 hat einen rhabditiformen Ösophagus.

## Systematik
Die Metastrongylinae enthalten eine Tribus (Metastrongylini) mit der einzigen Subtribus Metastrongylinii. Darin sind vier Gattungen vereint:
- Mariostrongylus Teixeira-De-Freitas & Franco, 1967 monotypisch (nur eine Art)
- Metastrongylus Molin, 1861 mit sieben Arten
- Micronematodum Castelli, 1926 monotypisch
- Posthalocercus Delyamure in Skryabin, 1942 mit zwei Arten